# Odontomachus pseudobauri
Odontomachus pseudobauri es una especie extinta de hormiga del género Odontomachus, familia Formicidae. Fue descrita científicamente por De Andrade en 1994.
Se distribuía por República Dominicana. El obrero de Odontomachus pseudobauri medía aproximadamente 9,28 milímetros (0,37 pulgadas) de longitud y presentaba un exoesqueleto naranja brillante a lo largo del cuerpo, cabeza y mandíbulas rojizas y tonos marrones en el gáster.